# Soglio, Asti
Soglio là một đô thị ở tỉnh Asti vùng Piedmont thuộc Ý, nằm ở vị trí cách khoảng 30 km về phía đông của Torino và khoảng 14 km về phía tây bắc của Asti. Tại thời điểm ngày 31 tháng 12 năm 2004, đô thị này có dân số 164 người và diện tích là 3,5 km².
Soglio giáp các đô thị: Camerano Casasco, Cortanze, Cortazzone, Montechiaro d'Asti, Piea và Viale.